# 安德鲁·R·惠勒
安德鲁·R·惠勒（英語：Andrew R. Wheeler，1964年12月23日—），美国律师，第15任美国环境保护局局长，曾于2018年4月至7月任环保局副局长，2018年7月至2019年2月任代局长；同时任职于费格·贝克·丹尼尔斯律师事务所，为煤炭大亨罗伯特·E·穆勒的代表律师，也从事反对奥巴马政府保护法规的游说工作。
惠勒否定气候变化，一直批评政府限制温室气体排放和成立政府間氣候變化專門委員會，因而成为美国参议院环境与公共工程委员会及委员会主席、参议员吉姆·英霍夫的首席顾问律师。
2017年10月，惠勒获总统唐納·川普提名为国家环保局副局长，2018年1月再获提名，同年4月获参议院确认。2018年7月9日，由于史考特·普魯特辞职，惠勒代理其局长职务。2019年2月28日，参议院以52比47分比数确认其提名。

## 早年经历及教育
1964年12月23日，惠勒在美国俄亥俄州汉密尔顿出生，曾是鹰级童军；1987年获克里夫兰凱斯西儲大學文学士学位（主修英语和生物），1990年获圣路易斯华盛顿大学法学院法律博士学位，1998年完成乔治梅森大学工商管理硕士课程。

## 职业生涯

### 环保局早期
惠勒的首份工作，是于1991年至1995年间担任国家环境保护局污染防治与毒理学办公室（Office of Pollution Prevention and Toxics）信息管理科（Information Management Division）主任特别助理，处理有毒化学品、污染防治和知情权问题。1993年，惠勒获局颁发的铜奖章，1994年再度荣膺该殊荣。

### 参议院职员
1995年1月至1997年1月，惠勒担任参议员吉姆·英霍夫的首席顾问律师。1997年，惠勒加入英霍夫任主席的美国参议院清洁空气、气候变暖、湿地和核安全小组委员会（US Senate Subcommittee on Clean Air, Climate Change, Wetlands, and Nuclear Safety），担任多数党幕僚长，至2001年，是他首度供职于国会；此后又于2001年至2003年间出任小组委员会主席喬治·沃伊諾維奇的少数党幕僚长，2003年至2009年任美国参议院环境与公共工程委员会首席顾问律师。在此期间，惠勒多数时间是在寻求政府减少对排放温室气体行业的限制。而参议员英霍夫则以否认气候变化的立场著称，有一次曾经雪球带入国会，以此证明气候变化不存在。
2005年，惠勒被《国家期刊》列入国会最佳幕僚长（Top Congressional Staff Leaders）名单，并获第106届国会约翰·斯坦尼斯国会职员奖。

### 说客
2009年至2017年，惠勒担任费格·贝克·丹尼尔斯律师事务所能源及自然资源问题说客。自2009年起，惠勒担任煤炭大亨罗伯特·E·穆勒公司穆勒能源（Murray Energy）的代表律师，穆勒是唐纳德·特朗普总统的坚定支持者。穆勒能源是惠勒酬金最高的客户，金额至少达30万美元，最高可达330万美元。惠勒也从事反对奥巴马政府为发电厂制定气候法规，试图说服能源部补贴煤炭厂的游说工作。2017年3月，在惠勒的组织下，穆勒和能源部长里克·佩里举行会谈；会后，穆勒提倡收回环境法规，煤炭行业提供保护。

### 环保局副局长
2017年10月，惠勒获总统特朗普提名为美国环境保护局副局长。然而，由于参议院于2017年底休会，他的提名于2018年1月3日被退回到白宫。2018年4月12日，特朗普再度递交提名，这一次，乔·曼钦、海迪·海特坎普和喬·唐納利三名民主党议员发起大体上遵循党派路线的投票，最终以53比45的比数。，确认了他的提名。
自宣誓就任之日起，惠勒就和他担任说客时期的客户，举行了至少三场会晤，这可能会违反特朗普政府的道德承诺，以及惠勒之前在提名确认听证会上所做承诺.。环保局道德官员贾斯蒂娜·富（Justina Fugh）表示惠勒的做法不违反政府道德承诺，因为惠勒加入环保局的两年前就没有替他们工作。佛蒙特州参议员伯尼·桑德斯“强烈反对”惠勒在未来接任普鲁特。

### 环保局代局长
2018年7月5日，史考特·普魯特宣布辞职，7月6日生效，惠勒将代理局长职务。2018年10月14日，《纽约时报》发表社论，批评惠勒的提案贬低减少空气污染对公众健康带来的好处，指其专门针对2011年一项发现，即奥巴马政府将其视作控制特定污染物的情报资产。2018年11月16日，惠勒代理局长仅五个月，获提名环保局局长。
2018年，特朗普政府发表调查气候变暖对美国影响的《国家气候评估》（National Climate Assessment）报告，这项调查自奥巴马政府开始，已延续数年。然而，这份报告遭到惠勒治下环保局驳回。环保局错误声称奥巴马政府向报告作者施压，要求侧重写最坏的情况。环保局解释缘由时引用了福斯新闻评论家塔克·卡尔森（Tucker Carlson）成立保守主义网站“每日来电”（Daily Caller）的一篇报道。事实核查网站认为，每日来电的报道未列出具体证据，评估报道有提及最好和最坏情况，且大部分内容都在探讨眼下的气候变暖影响。事实核查网站指出，报告经过多番内部和外部的审查，也面向公众审查三个月。对此，每日来电援引一份备忘录，证明所谓的奥巴马政府向报告作者施压，但被是时差和网站反驳。
2018年11月，惠勒被要求说出环保局三个用于洁净空气的政策。他迟疑许久，说出了三个答案，其中两个是奥巴马政府遏制污染政策的推回政策。

### 环保局局长

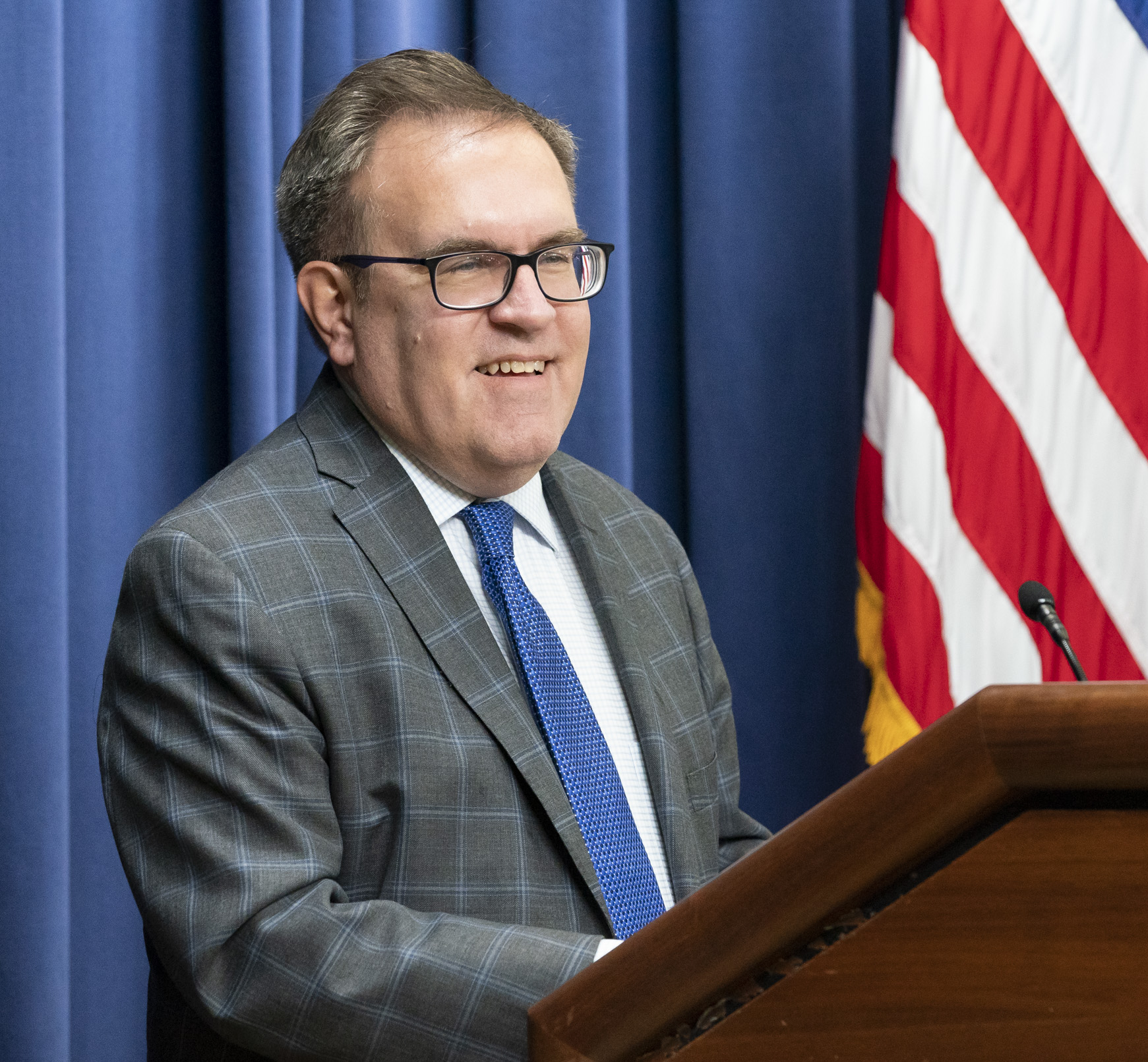
2019年9月，惠勒发表讲话

2019年2月，参议院用大体上遵循党派路线的投票，以52比47的结果确认惠勒担任环保局局长的提名。
2019年，惠勒赞同环保局一项拟议中的规定，禁止该部门在调查时利用不公开的原始数据。该规定由惠勒的前任斯科特·普鲁特提出。惠勒将该提议定为“透明度”规则；科学家反对该规定，认为这会严重限制国家环保局的研究，因为这些研究不会公开个人及机密数据。该提议也会阻止环保局利用许多重要研究支撑各项法规，包括空气污染的法规。69名科学家和医学团体反对该提议，包括美国肺脏协会、美国医学会和美国心理学会，以及五大顶尖科学期刊《科学》、《自然》、《细胞》、《PLOS ONE》和《美国国家科学院院刊》的编者。前环保局局长组成的两党团体在接受众议院能源监督与调查小组委员会质询时，也批评该提议限制科学在环保局制定政策时所起的作用。环保局的科学顾问委员会也反对该提议。
惠勒同意该提案，他呼吁环保局参照美国食品药品监督管理局，采用双盲研究。这一论调被关切科学家联盟批评，该组织批评惠勒的评论“令人窒息地无知”，双盲研究可用作毒品研究，但不适用于环保局的大部分研究，例如测量环境的影响。
2019年9月，惠勒签署一项优先减少利用动物做研究，改用全新替代试验方法的指令。这项指令的目标是到2025年将动物实验的请求和资助减少至30%，到2035年淘汰所有哺乳动物研究请求和资助，但部分实验仍然尊周逐案基础批准。
2020年3月，美国爆发2019冠状病毒病疫情，环保局宣布无限期停止处罚违反“污染物日常合规检测、廉正测试、取样、实验室分析、培训及报告或认证义务”方面法规的企业，前提是环保局同意疫情促使企业违规。惠勒表示，环保局“承认保护和公众免受2019冠状病毒病威胁所出现的挑战，会直接影响受规管企业迎合所有联邦法规需求的能力”。
2020年4月，环保局在强制审查会上拒绝提高悬浮粒子（PM 2.5）的处罚环境标准。环保局的科学评估草案估计，当前标准每立方米12毫克每年造成4.5万人死亡，如果将标准提高到每立方米9毫克，会拯救12150人的性命。报告出版后，石油和煤炭公司、汽车和化工生产企业敦促特朗普政府无视这项调查，不收紧政策。惠勒表示，新规草案将悬浮粒子处罚的定量估计权重定得很小。
惠勒曾计划率团于2020年12日访问台湾，然而《纽约时报》批评出访花销巨大，最终导致访问不能成行。12月22日，惠勒与中华民国外交部部长吴钊燮通电话。若最终成行，惠勒会是继美国卫生部部长亚历克斯·阿扎和经济发展与能源环境次卿基思·克拉奇后，第三位访台的美国高级官员。
同月，环保局削弱美国汞法规效力，大幅度较少未来制定法律时需要考虑的健康利益。惠勒表示，此举是“实在的会计方法”，然而特朗普政府则认为汞净化是必须要做的合适工作。
惠勒未制定任何减少空气污染或碳排放的法规。

### 环境观点
惠勒在《法律360》杂志上发表文章。2010年，他质疑政府間氣候變化專門委員會的科学严谨性，认为这个组织的定位建基于政治世界观，而非科学事实。在环保局副局长确认听证会上，惠勒被问到是否接受科学界对全球变暖的共识，他答道：“我承认人类有影响气候，但他们没有完全搞懂到底是什么影响。”
2019年3月，惠勒表示不相信气候变化的现存威胁。他的这番言论是在针对政府间气候变化专门委员会一份报告的结论，即如果温室气体排放到2030年无法减半，就会有灾难性的后果。
惠勒是国家能源组织（National Energy Resources Organization）的荣休主席，也是华盛顿煤炭俱乐部（Washington Coal Club）副主席。